# Московский собор (1620)
Моско́вский собо́р 1620 го́да — поместный собор Русской церкви под председательством патриарха Филарета, посвященный вопросам чиноприёма еретиков и крещения.

## Участники собора
Во главе собора был патриарх Филарет, помимо него в соборе участвовали:
- митрополит Новгородский и Великолуцкий Макарий II,
- митрополит Ростовский и Ярославский Варлаам (Старорушин),
- митрополит Сарский и Подонский Иона (Архангельский),
- архиепископ Вологодский и Великопермский Корнилий,
- архиепископ Суздальский и Тарусский Арсений Элассонский,
- архиепископ Тверской и Кашинский Пафнутий,
- архиепископ Сибирский и Тобольский Киприан,
- епископ Коломенский и Каширский Рафаил.

## Соборное постановление
До патриарха Филарета дошло донесение двух московских попов о том, что митрополит Иона не велел им крестить принявших православие «ляхов» (польских католиков) Яна Слободского и Матфея Свентицкого, а миропомазав, допустил их к евхаристическому общению. При этом по указанию Ионы делалась ссылка на древнюю практику по «Вопрошанию Кирика к Нифонту». Патриарх вызвал к себе для объяснения митрополита и упрекал его в том, что Иона вводит новшества, не перекрещивая латинян. Патриарх поставил вопрос на освящённом соборе 16 (26) октября 1620 года. С обвинительной речью на нём выступил патриарх Филарет, доказывая, что еретическое крещение это не крещение. Патриарх Филарет приводил в примеры извержение из патриаршества патриарха Игнатия за то, что он не крестил католичку Марину Мнишек, а принял её через миропомазание, и пример патриарха Гермогена, который требовал крещения королевича Владислава. В ту пору по приказу Гермогена Филарет изучал правила Православной церкви и убедился, что все еретики не имеют святого крещения. Митрополит Иона указывал на 95-е правило Трулльского собора, а патриарх Филарет — на 46-е правило святых апостолов.
Собор, рассматривая католичество, определил, что латиняне-папежники (католики) заимствовали заблуждения от самых разных еретиков, и постановил: «латиняне-папежники суть сквернейшие и лютейшие из всех еретиков».
В отношении крещения всех остальных еретиков (неправославных) собор был так же категоричен во мнении, как и в отношении крещения католиков: «Да уведят вси людие всея Российския земли, якоже вси еретики различных еретических вер не имут права Святаго крещения еже водою и Духом Святым, и того ради от всех еретических вер различных приходящих к православию, християнскаго закона подобает совершено крестити святым крещением», «от римския веры, и от всех от различных еретических вер приходящих, к нашей православней истинней вере греческаго закона, совершено крестити. понеже убо еретическое крещение, несть крещение, но паче осквернение».
Митрополит Иона покаялся на соборе 4 (14) декабря, был прощён и продолжил служение.
Другим вопросом на соборе был вопрос о приёме «белорусцев» — тех, кто приходил в Московское государство из Литвы. Собор указом определил, что крещённых неправославным попом надо совершенно крестить, тех, которые крещены в три погружения и помазаны миром от православного священника, допускать в общение евхаристическое и считать православными, тех, которые крещены обливанием и помазаны миром от православного священника, надо крестить в три погружения, а миром помазывать не надо. Указ о «белорусцах» был подписан 16 (26) декабря 1620 года.
Решения собора были напечатаны несколько раз в Большом Потребнике: в 1623, 1624, 1625, 1633, 1636, 1642, 1647, 1651 годах.

## Последствия собора
После собора был исправлен Чин Крещения в Служебниках. Если во многих рукописных Служебниках и Требниках до XVII века допускалось обливательное крещение младенцев: «Аще младенец есть крещаемый, — посаждает того доле в крестильници, воде сущи по шии, и куплет. Придержа левою рукою, десною прием теплую воду, возливает на главу его, за еже младенцу слабу сущу блюстися залития», а в Служебниках 1602 и 1616 года, изданных в Москве, обливательное крещение допускалось только для больных детей: «Аще ли болен (младенец крещаемый), то подобно быти в купели воде теплой, и погрузит его в воде по выю и возливает ему на главу воду от купели десною рукою трижды, глаголя Крещается…», то после собора во всех Служебниках повелевалось всех крестить только в три погружения, а вышенаписанные фразы были убраны.
Приходящих из Литвы «белорусцев», крещенных обливанием, крестили снова, уже погружением. В 1623—24 гг. было принято всего несколько десятков «белорусцев». Среди них были и православные игумены, иеромонахи, монахи. Обливательное крещение при приёме не признавалось — всех перекрещивали, а затем, если нужно, перерукополагали. В 1630 году был крещен архиепископ-униат Афиноген Крыжановский. Вначале он имел чисто православное рукоположение до архимандритского сана включительно. Соблазнился он лишь на архиепископский сан у униатов. В Москве, после перекрещивания, он был перепоставлен и удостоен даже места келаря Николо-Угрешского монастыря, но вскоре вскрылись его новые преступления, и его передали в руки гражданской судебной власти.
Решение Московского собора 1620 года о приёме через крещение еретиков-католиков было заменено чиноприёмом через миропомазание решением Большого Московского собора, который сослался на решение греческого Константинопольского собора 1484 года. Объясняя причину, по которой не крестят еретиков-католиков, Большой Московский собор привел ответ Тимофея из Кормчей книги: «Вопрос. По что обращающияся еретики к соборней церкви не покрещаем?
Ответ. Аще бы се было, небыся человек скоро обещал от ереси покрещения стыдяся, обаче и возложением руку пресвитерску и молитвою, весть приходити Дух Святый, яко же свидетельствуют деяния святых апостол».
Старообрядцы, не признавшие Большой Московский собор по причине анафем, которые он наложил на старые обряды, держатся постановлений Московского собора 1620 года: по этой причине всех еретиков они крестят. Новообрядцев, крещённых обливанием, старообрядцы поповцы крестят погружением в настоящее время при переходе в старообрядчество, ссылаясь на решение собора 1620 года, но они же принимают без крещения, через миропомазание, новообрядцев, крещённых в три погружения.